# Balthasar Münter

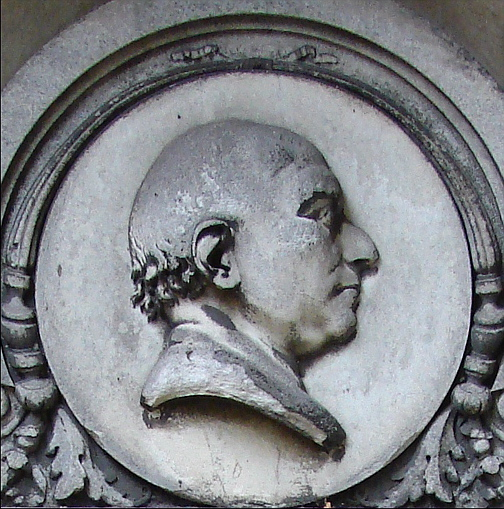
Balthasar Münter

Balthasar Münter (* 24. März 1735 in Lübeck; † 5. Oktober 1793 in Kopenhagen, Dänemark) war evangelischer Pfarrer, Aufklärer, Hofprediger in Gotha und Kopenhagen und Kirchenlieddichter.

## Leben
Münters Vater war in Lübeck ein angesehener Kaufmann, Münter besuchte das Katharineum zu Lübeck unter Rektor Johann Daniel Overbeck und studierte dann ab 1754 in Jena Theologie. 1757 habilitierte er sich hier als Privatdozent und war im folgenden Jahre Adjunkt der philosophischen Fakultät. Außer einigen akademischen Dissertationen schrieb er über die Allgemeine Redekunst. Er hielt beachtete Reden in der Freimaurerloge zur Hoffnung, die in fünf Sammlungen von je fünf Reden in den Jahren 1759 bis 1762 gedruckt wurden.
Bald darauf erhielt er einen Ruf des Herzogs zu Gotha, der ihm eine Stellung als Hofdiakon und Waisenhausprediger in die Residenzstadt gab. 1763 wurde er auf seinen Wunsch als Superintendent nach Tonna versetzt, wobei er die Bedingung akzeptierte, monatlich einmal vor der herzoglichen Familie in Gotha zu predigen.
1765 wurde er, infolge einer in seiner Vaterstadt Lübeck gehaltenen Gastpredigt, zum Hauptprediger an der deutschen St. Petrikirche in Kopenhagen berufen. 1769 wurde er Mitglied der dänischen Königlichen Akademie der Wissenschaften. In dieser Stellung blieb er bis an sein Lebensende.
Münter hat nicht nur als Kanzelredner eine große Wirksamkeit gehabt, sondern hat sich zugleich um das Schul- und Armenwesen seiner Gemeinde im Sinne der Aufklärung große Verdienste erworben.
Andererseits war Münter schon zu seinen Lebzeiten auch umstritten. So erhielt er 1772 den Auftrag, den Geheimen Kabinettsminister des dänischen Königreiches Johann Friedrich Struensee als Seelsorger und Beichtvater vor dessen Hinrichtung geistlich vorzubereiten, obwohl er als erklärter Gegner Struensees in die Umsturzpläne gegen diesen einbezogen war. Vom 1. März bis 28. April hielt Münter insgesamt 38 Unterredungen mit dem inhaftierten Grafen, die beweisen sollten, dass der Atheist Struensee zum Christentum zurückgekehrt sei. Die kurz darauf veröffentlichten Gespräche, die den Eindruck einer sorgfältigen Vorbereitung und einer gewissenhaften Niederschrift vermittelten, wurden ein Bestseller und in viele europäische Sprachen übersetzt. Zeitgenössische Denker in Deutschland wie Johann Wolfgang Goethe, Gotthold Ephraim Lessing und auch Matthias Claudius zweifelten allerdings schon damals die Echtheit dieser Bekehrung an. Grundlage der Zweifel waren die Umstände, dass es außer Münter keine weiteren Zeugen für die referierten Gespräche gab und dass die zitierten schriftlichen Bekundungen Struensees über seine Bekehrung und sein Schuldbewusstsein nur durch Münters Buch bekannt wurden. Andere in Struensees Handschrift verfasste schriftliche Quellen, die Münters Aussagen stützen würden, sind nicht überliefert. Außerdem weicht Struensees angeblich eigenhändige Schilderung seiner Bekehrung erheblich vom Stil der von Struensee nachweisbar eigenhändig verfassten Verteidigungsschriften, die er etwa gleichzeitig der gegen ihn eingesetzten Untersuchungskommission vorgelegt hatte, ab. Zuletzt enthalten die Gespräche auch einige Anmerkungen zur Verbreitung von Krankheiten, die sich mit Struensees zuvor veröffentlichten wissenschaftlichen Ansichten nicht vereinbaren lassen.
Das umfangreiche Einkommen aus seinen Schriften nutzte Münter, um in Anteile der Dänisch-Westindischen Handelskompanie zu investieren, die im atlantischen Dreieckshandel und damit im Sklavenhandel stark engagiert war. Sein Aktionärsbrief, der von Heinrich Carl von Schimmelmann unterschrieben wurde, ist erhalten.

## Familie
Münter war verheiratet mit Magdalena Ernestina Sophia Friederika, geborene Wangenheim. Ihr gemeinsamer Sohn war Friedrich Münter (1761–1830) der ebenfalls evangelischer Theologe in Kopenhagen und Bischof in dänischen Diensten war, ihre Tochter war die Schriftstellerin Friederike (1765–1835). Sie heiratete den Kaufmann Constantin Brun.

## Werke
- Balthasar Münter: Bekehrungsgeschichte des vormaligen Grafen und Königlichen Dänischen Geheimen Cabinetsministers Johann Friederich Struensee. Rothens Erben und Prost, Kopenhagen 1772. (Digitalisat und Volltext im Deutschen Textarchiv);
- Seine in Gotha gehaltenen Predigten erschienen zwischen 1760 und 1765 unter dem Titel Heilige Reden in 7 Theilen. Von 1766 an gab er in Kopenhagen jährlich den Inhalt seiner Predigten heraus.
- Die größte Nachwirkung war seiner Sammlung geistlicher Lieder von 1773 (2. Folge 1774) beschieden, zu denen Carl Philipp Emanuel Bach eine Reihe Sätze beisteuerte. Carl Loewe vertonte später daraus Unsere Auferstehung durch Christum. Viele der Lieder Münters erfreuten sich bis in Kirchengesangbücher des 20. Jahrhunderts großer Popularität, sind aber nicht mehr im Evangelischen Gesangbuch vertreten – bis auf die 1. Strophe seines Herr, ich bin dein Eigentum, die sich in der österreichischen EG-Ausgabe unter der Nr. 621 findet, ebenso wie im Stammteil des katholischen Gotteslob (2013) unter der Nr. 435 (jeweils kombiniert mit neueren Strophen von Georg Thurmair sowie aus dem Innsbrucker Gesangbuch von 1946).
- Ferner erschienen von ihm 1775 Unterhaltungen eines nachdenkenden Christen mit sich selbst über die Wahrheit und Göttlichkeit seines Glaubens aus inneren Gründen in zwei Teilen.